# Битка код Инаба
Битка код Инаба вођена је 29. јуна 1149. године између војске кнежевине Антиохије и Асасина са једне и муслиманског града Алепа са друге стране. Битка је део крсташких ратова, а завршена је победом муслимана.

## Битка
Након повлачења крсташа из Свете земље на крају Другог крсташког рата, Ремон од Поатјеа предузима самоубилачки поход на Алепо под Зенгијевим сином Нур ад Дином. Са знатно слабијом војском (око 400 витезова и 1000 пешака) напада Алепо. Турци су га опколили и убили 29. јуна 1149. године. Према речима Виљема од Тира, сами су то скупо платили, пре смрти је Ремон успео да побије много турских војника. Нашли су га закопаног испод мноштва мртвих турских тела.